# Bliski susreti treće vrste (1977.)
Bliski susreti treće vrste (engleski: Close Encounters of the Third Kind) američka je ZF drama iz 1977. godine koju je režirao Steven Spielberg, a glavne uloge tumače Richard Dreyfuss, François Truffaut, Melinda Dillon, Teri Garr i Bob Balaban. Radnja se odvija oko Royja Nearyja, električara u Indiani, čiji se život promijeni nakon bliskog susreta s NLO-om.
Spielberg je dugo vremena htio snimiti ovaj film. Godine 1973. sklopio je dogovor s Columbia Pictures za znanstveno-fantastični film. Iako je Spielberg jedini naveden kao scenarist, na njemu su s vremena na vrijeme radili i Paul Schrader, John Hill, David Giler, Hal Barwood, Matthew Robbins i Jerry Belson, koji su doprinijeli priči. Naslov potječe od rečenice koju je skovao ufolog J. Allen Hynek, a kojom je klasificirao susrete s izvanzemaljcima: susret "treće vrste" podrazumijeva ljudsko promatranje istih ili izravni kontakt. Douglas Trumbull bio je voditelj odjela za vizualne efekte dok je Carlo Rambaldi dizajnirao same izvanzemaljce.
Snimljen s proračunom od 20 milijuna $, Bliski susreti treće vrste postali su financijski i kritičarski uspjeh, zaradivši preko 303 milijuna $ diljem svijeta. Posebno izdanje s dodanim scenama objavljeno je 1980., a treća inačica 1998. na videu (i kasnije DVD-u). Film je pobijedio razne nagrade a 2007. uključen je u Državni filmski registar zbog "kulturnog, povijesnog ili estetskog značenja".

## Radnja
Pustinja Sonora. Francuski znanstvenik Claude Lacombe i njegov američki prevoditelj David Laughlin, zajedno s drugim znanstvenim istraživačima, otkrivaju let 19, skupinu aviona bombardera koji su nestali prije preko 30 godina. Pilota nema. Starac koji je svjedočio događaju tvrdi da je "sunce izašlo noću i pjevalo mu." Također pronađu i izgubljeni brod u pustinji Gobi. U gradu Muncie, Indiana, 3-godišnji Barry Guiler probudi se usred noći te izađe van iz kuće, nakon čega njegova majka Jillian svjedoči kako su ga odveli NLO-i.
Kada u gradu iznenada nestane struje, električar Roy Neary otiđe usred noći istražiti kvar, kada NLO preleti iznad njegovog kamiona. Roy i troje policijska automobila prate letjelice koje na kraju odlete preko horizonta. Idućih dana, Roy je potpuno fasciniran NLO-ima, do te mjere da ga supruga Ronnie na kraju ostavlja i bježi s djecom.
Lacombe i Laughlin dobiju poruku iz svemira koja šalje koordinate koje upućuju na "Vražji toranj", brijeg kraj Moorcrofta u Wyomingu. Američka vojska evakuira područje putem lažnih izvještaja o nesreći u kojoj je iz vlaka iscurio otrovni plin, kako bi na miru pripremila teren za slijetanje izvanzemaljaca. Istovremeno, Roy ugleda sliku "Vražjeg tornja" te shvati da je dobio mentalnu sliku tog područja. Uputi se tamo i sretne Jillian. Zajedno idu sve dublje u zabranjenu zonu, usprkos upozorenjima vlasti. Jednom tamo, svjedoče pojavi desetaka ogromnih svemirskih brodova na nebu. Znanstvenici na lokaciji pokušavaju uspostaviti komuniciju s izvanzemaljcima uz pomoć glazbenih nota na električnoj ploči. Jedan svemirski brod sleti a iz njega izađu ljudi koji su oteti, među njima i Barry. Vladini službenici odluče uključiti Royja u program ljudi koji će ući u brod u sklopu razmjene. Izvanzemaljci izađu, pokupe dobrovoljce i Royja, uvedu ih u svemirski brod te odlete u nebo.

## Glavne uloge
- Richard Dreyfuss kao Roy Neary, električar iz Indiane koji postane opsjednut NLO-ima nakon bliskog susreta. Steve McQueen je bio Spielbergov prvi izbor za tu ulogu. Iako je McQueen bio zadivljen scenarijem, smatrao je da nije idealan izbor za ulogu jer nije znao plakati na naredbu. Dustin Hoffman, Al Pacino i Gene Hackman također su odbili ulogu.[1] Jack Nicholson je odbio ponudu jer je već prije imao drugi film u planu. Spielberg je objasnio da ga je tijekom snimanja filma Ralje (1975.) "Dreyfuss nagovorio da mu da ulogu. Slušao je otprilike 155 dana vrijednih Bliskih susreta, a čak je predložio neke ideje."[2] Dreyfuss se prisjeća: "Pokrenuo sam kampanju da dobijem tu ulogu. Prošao bi pokraj Spielbergova ureda i izgovarao rečenice poput 'Al Pacino nema smisao za humor' ili 'Jack Nicholson je prelud'. Na kraju sam ga uvjerio da mi da ulogu."[1]
- François Truffaut kao Claude Lacombe, francuski znanstvenik koji u SAD-u istražuje NLO-e. Gerard Depardieu, Philippe Noiret, Jean-Louis Trintignant i Lino Ventura razmatrani su za ulogu. Tijekom snimanja, Truffaut tijekom slobodnog vremena pisao scenarij za film Muškarac koji je volio žene (1977.). Također je radio na romanu Glumac, projektu kojeg je na kraju napustio.[3]
- Melinda Dillon kao Jillian Guiler, Barryjeva samohrana majka koja se sprijatelji s Royjom. Teri Garr je htjela glumiti Jillian, ali je dobila ulogu Ronnie. Hal Ashby, koji je snimao s Dillon film Put ka slavi (1976.) predložio ju je za ulogu. Dillon je dobila ulogu tri dana prije početka snimanja.[1]
- Teri Garr kao Veronica "Ronnie" Neary, Royjeva supruga. Amy Irving je također bila na audiciji za ulogu.[4]
- Cary Guffey kao Barry Guiler, Jillianovo mlado dijete koje otmu izvanzemaljci. Guffey je imao samo tri godine.[1]
- Bob Balaban kao David Laughlin, Lacombeov pomoćnik i prevoditelj.
- Josef Sommer kao Larry Butler.
- Lance Henriksen kao Robert.
- Roberts Blossom kao Farmer.

J. Allen Hynek i Stanton T. Friedman imaju male cameo nastupe u završnoj sceni.

## Produkcija

### Razvoj
Steven Spielberg se sjeća da je tijekom djetinjstva njegov otac jednom vidio izgaranje meteora na nebu u New Jerseyju, što ga je nadahnulo za ovu priču. Kao tinejdžer, Spielberg je završio dugometražni domaći znanstveno-fantastični film Firelight. Neke scene iz tog filma kasnije su uključene u Bliske susrete na tehnikom kopiranja kadar-po-kadar. Godine 1970. napisao je kratku priču nazvanu Iskustva u kojoj tinejdžeri na jednom ruralnom području ugledaju "svjetlosni show" na noćnom nebu. Godine 1973., tijekom post-produkcije filma The Sugarland Express, Spielberg sklapa dogovor s Columbia Pictures za ZF film. 20th Century Fox je prethodno odbila takvu ponudu. Julia i Michael Phillips odmah su potpisali ugovor kako bi postali producenti.
Isprva je razmatrao snimanje dokumentarca o ljudima koji su vjerovali u NLO-e. Posuđujući rečenicu iz kraja filma The Thing from Another World, Spielberg je preimenovao film u Pazite na nebo, oslanjajući koncept na projektu Plava knjiga te ga predstavljajući filmašima Willardu Huycku i Gloriji Katz. Katz se prisjeća: "Radilo se o letećim tanjurima iz svemira koji slijeću na bulevar Robertson u zapadnom Hollywoodu. Ja sam rekla, 'Steve, to je najgora ideja koju sam ikada čula." Spielberg je unajmio Paula Schradera kako bi napisao scenarij u prosincu 1973. a snimanje počelo 1974. Međutim, Spielberg je upravo tada počeo raditi na Raljama, zbog čega je snimanje filma Pazite na nebo pomaknuto.
Nakon uspjeha Ralja, Spielberg je stekao veliku naklonost i autonomiju od Columbije, uključujući pravo da snimi film na koji god način je htio. Schrader je predao scenarij, koji je Spielberg nazvao "jednim od najneugodnijih scenarija ikada profesionalno predatih nekom velikom studiju ili redatelju. Bila je to priča užasno opterećena krivnjom koja uopće nije imala veze sa NLO-ima." Nazvan Dođi kraljevstvo, scenarij je imao 45-godišnjeg junaka, službenika ratnog zrakoplovstva Paula Van Owena koji je radio na projektu Plava knjiga. "Njegov posao za vladu je bio ismijavati ili osporavati leteće tanjure". Schrader je nastavio. "Jednog dana ima susret. Otiđe vladi i zaprijeti da će sve objaviti javnosti. Umjesto toga, on i vlada provedu 15 godina pokušavajući stupiti u kontakt." Spielberg i Schrader imali su kreativne razmirice, pa je unajmljen John Hill kako bi prepravio scenarij. U jednom trenutku, junak je bio policajac. Spielberg je pak smatrao da se teško identificirati s čovjekom u uniformi i radije je htio nekog svakodnevnog čovjeka. Odbacio je scenarij Schradera i Hilla tijekom post-produkcije Ralja. Rekao je: "Htjeli su od toga napraviti nekakav James Bond film."
David Giler je prepravio scenarij; Hal Barwood i Matthew Robbins, Sielbergovi prijatelji, predložili su otmicu djeteta. Spielberg je potom sam počeo pisati scenarij. Ugođaj pjesme "When You Wish upon a Star" iz Pinokija utjecala je na Spielbergov stil pisanja. Jerry Belson i Spielberg napisali su scenarij za snimanje, ali je na posljetku Spielberg jedini potpisan kao pisac. Tijekom post-produkcije, naslov je izmijenjen u Bliski susreti treće vrste. J. Allen Hynek je unajmljen kao znanstveni konzultant i smatrao je da iako je "film fikcija, ipak se zasniva na poznatim činjenicama NLO misterija, i sigurno hvata okus tog fenomena. Spielberg je bio pod ogromnim pritiskom kako bi snimio još jedan hit nakon Ralja, ali je odlučio snimiti film o NLO-ima i time stavio svoju karijeru na kocku." Američko ratno zrakoplovstvo i NASA odbili su surađivati na filmu.

### Snimanje
Glavno snimanje započelo je 16. svibnja 1976. Spielberg nije htio snimati na lokacijama nakon negativnog iskustva s filmom Ralje te je htio snimati u studiju, ali je ipak na kraju odbacio tu ideju.
Lokacije su bile sljedeće: Burbank, Kalifornia; Vražji toranj u Wyomingu; dva napuštena zrakoplovna hangara u bivšoj vojarni Mobile, Alabama; i skladište željeznice Louisville i Nashville, Bay Minette. Mjesto gdje je Barry otet nalazi se izvan grada Fairhope, Alabama. Pustinja Gobi snimljena je u Kaliforniji a scene u Indiji u selu Khalapur, 56 km od Mumbaija u Indiji. Bilo je raznih problema s proračunom i tehnikom, zbog čega je Spielberg nazvao Bliske susrete "dvostruko gorim i skupljim od Ralja".
Columbia Pictures su također tada bili u financijskim problemima. Spielberg je isprva 1973. mislio da će film koštati 2,7 milijuna $, ali je konačni proračun bio 19,4 milijuna $. Glavni voditelj Columbije, John Veich, izjavio je da nikada ne bi odobrili snimanje filma da su znali da će proračun toliko porasti. Nekoliko tornada s Atlanskog oceana doveli su tropske oluje u Alabamu, zbog čega su zvučne pozornice filma u toj državi bile oštećene.
Spielberg je tijekom snimanja dobio dodatne ideje koje je htio snimiti, te je to također produžilo vrijeme snimanja.

### Vizualni efekti
Douglas Trumbull bio je zadužen za vizualne efekte, dok je Carlo Rambaldi dizajnirao izvanzemaljce. Trumbullov posao je uvelike pomogao u razvoju fotografije "kontrole pokreta". Matični svemirski brod su dizajnirali Ralph McQuarrie i Greg Jein, a nadahnuće za isti bila je naftna rafinerija koju je Spielberg vidio u Indiji. U suptilnoj šali, Dennis Muren (koji je radio na filmu Ratovi zvijezda) stavio je mali model R2-D2-a ispod matičnog broda.
Upotrijebljena je test snimka kompjuterske animacije izvanzemaljaca, ali je Spielberg smatrao da bi to bilo preskupo i neučinkovito pošto tada takva tehnologija nije bila isprobana.
Malene vanzemaljce u završnoj sceni su u kostimima glumile djevojčice iz Mobilea u Alabami. Spielberg je tako odlučio jer se "djevojke gibaju gracioznije od dječaka." Rambaldi je uz pomoć lutaka dočarao dva vanzemaljca - visoki koji prvi izađe iz svemirskog broda i onaj koji komunicira ručnim signalima s Lacombeom.

### Post-produkcija
Spielberg je po prvi put surađivao s montažerom Michaelom Kahnom. Izjavio je da je zadnjih 25 minuta Bliskih susreta bilo najteže završiti jer su on i Kahn prolazili kroz tisuće metara snimaka kako bi pronašli prave kadrove za završnu sekvencu. Kada je prva gruba inačica završena, Spielberg nije bio potpuno zadovoljan jer je smatrao da nije imao "dovoljno začudnosti".
Skladatelj John Williams napisao je preko 300 primjera motiva od pet tona prije nego što je Spielberg izabrao pravi za glazbu.  Spielberg je nazvao Williamsovu glazbu "When You Wish upon a Star upoznaje ZF". Htio je uključiti "When You Wish upon a Star" u završnoj sekvenci, ali nije dobio odobrenje autora.
Post-produkcija je završena u lipnju 1977., što je bilo prekasno za puštanje u ljetno razdoblje kina, a i Ratovi zvijezda su već doživjeli premijeru tog ljeta.

## Teme
Neki su kritičari ukazali na analogije s judeo-kršćanskim motivima. Vražji toranj vuče paralele s planinom Sinaj, vanzemaljci saBogom a Roy Neary s Mojsijem. Deset zapovijedi igra na televiziji u kući obitelji Neary. Neki su pronašli i poveznicu s Ilijom prorokom i Royjom; Ilija je otišao u "vatrenoj kočiji", slično kao i što Roy otiđe NLO-om. Za vrijeme penjanja uz planinu, Roy kaže Jillian da "ne pogleda iza sebe", isto kao što je Lot rekao svojoj ženi kada je napuštao Sodomu. Spielberg objašnjava: "Htio sam napraviti vrlo pristupačnu priču o svakodnevnom čovjeku koji ima viđenje te mu se promijeni život, baci potpuno naglavačke i postaje opsjednut tim iskustvom."
Royjeva supruga želi da on zaboravi na to iskustvo te se srami njegovog ponašanja. On pravi skulpture Vražjeg tornja u svojoj sobi, dok ga obitelj na posljetku napušta. Royjeva opsjednutost s idejom koju je usadila vanzemaljska inteligencija i njegovo gubljenje kontakta sa suprugom vuče paralele s kratkom pričom Dulcie and Decorum (1955.) čiji je autor Damon Knight.
Spielberg je usporedio teme komunikacije s tolerancijom. "Ako možemo razgovarati s izvanzemaljcima, zašto ne bismo sa Crvenima u hladnom ratu?" San je zadnja prepreka dolaska do mjesta slijetanja NLO-a: Roy, Jillian Guiler i treća osoba penju se po planini dok ih slijede vladini helikopteri i izbacuju plin za spavanje. Treća osoba stane kako bi se odmorila i zaspe.
Tijekom intervjua sa Spielbergom u Inside the Actors Studio, James Lipton sugerira kako Bliski susreti imaju drugačiju, osobniju temu za redatelja: "Vaš otac je bio računalnii inženjer; vaša majka koncertna pijanistica, a kada sleti svemirski brod, oni zajedno prave glazbu na računalu", sugerirajući kako je Royjovo ukrcavanje u svemirski brod Spielbergova želja ujedinjenja sa svojim roditeljima. U intervjuu 2005., Spielberg je izjavio da je napravio ovaj film kada nije imao djecu, te da danas nikada ne bi snimio kako Roy napušta svoju obitelj kako bi otišao u svemir.

## Odjek

### Prijem
Prilikom premijere, Bliski susreti su postali komercijalni uspjeh te zaradili 116,39 milijuna $ u Sjevernoj Americi te 171,7 milijuna $ u inozemstvu, što je sveukupno 288 milijuna $. To ga je postavilo na deveto mjesto najkomercijalnijih filmova 1970-ih. Time je tada bio najuspješniji film za studio Columbia Pictures. Prilikom ponovnog puštanja u američku kino distribuciju 1980., film je zaradio dodatnih 15,69 milijuna $. Jonathan Rosenbaum opisuje film kao "najbolji izražaj Spielbergove benigne, snovite vizije." A.D. Murphy je za Variety također dao pozitivnu recenziju, ali je dodao kako smatra da "Bliski susreti nemaju toplinu i humanost Ratova zvijezda". Murphy je također smatrao da je ritam filma spor, ali je hvalio završnicu. Pauline Kael ga je prozvala "dječjim filmom u najboljem smislu." Jean Renoir je usporedio Spielberga s Julesom Vernom i Georgeom Meliesom. Ray Bradbury ga je proglasio "najboljim ZF filmom ikada snimljenim." Arsen Oremović je filmu dao tri od četiri 'kritičarska prsta' te ga nazvao "rijetkim primjerom inteligentnog ZF-a". Internetska stranica Rotten Tomatoes navodi kako je 95% kritičara dalo pozitivnu kritiku filma.
Spielberg je isprva htio uzeti još šest mjeseci kako bi završio montažu filma u ljeto 1978., no zbog financijskih problema Columbia Pictures su zahtijevali da film krene u kino distribuciju odmah, jer su se nadali da će možda spasiti njihovo poduzeće. Nakon što je doista postigao uspjeh, Spielberg je htio ponovno montirati film i objaviti redateljsku verziju. Columbia je pristala uz uvjet da se pokaže unutrašnjost matičnog broda kako bi mogli imati nešto na što će osloniti svoju marketinšku kampanju. Spielberg je prihvatio, no kasnije je izjavio da nikada nije trebao pristati prikazati unutrašnjost svemirskog broda, jer se time razbija tajnovitost. Spielberg je dodao sedam minuta novog materijala, ali je druge scene skratio deset minuta, tako da je posebno izdanje iz 1980. bilo tri minute kraće od izvorne inačice iz 1977.
Roger Ebert je napisao :"Mislio sam da je film zadivljujuće ostvarenje jer je uhvatio osjećaj začudnosti kada razmišljamo o mogućnosti života izvan Zemlje...Ova nova verzija [...] je jednostavno bolji film...Zašto Spielberg nije mogao napraviti tako dobar film prvog puta?"
James Berardinelli je također hvalio film: "Bliski susreti su i dalje nedvojbeno veliki film. Njena univerzalna privlačnost je dala filmskoj publici nešto uzbudljivo čemu se mogu veseliti 1977. – 1978. kada je krenuo prvi val ZF filmova nakon Ratova zvijezda. Film se i danas jako dobro drži. Priča je svježa i uzbudljiva, vizualni efekti su zapanjujući kao i CGI danas a glazba predstavlja jedan od najboljih ostvarenja Johna Williamsa"

### Nagrade
Film je nominiran za osam Oscara: za najboljeg redatelja (prva Spielbergova nominacija), sporednu glumicu (Melinda Dillon), vizualne efekte, scenografiju (Joe Alves, Daniel A. Lomino, Phil Abramson), glazbu, montažu i zvuk (Robert Knudson, Robert Glass, Don MacDougall i Gene Cantamessa). Osvojio je jedino kip u kategoriji Zsigmondove fotografije, no akademija je dala i posebnu nagradu za montažu zvuka. Film je osvojio i nagradu BAFTA za najbolji produkcijski dizajn te je nominiran u kategoriji najboljeg filma, redatelja, scenarija, sporednog glumca (François Truffaut), glazbu, montažu i zvuk.
Nagrada Saturn podijelila je nagrade za najboljeg redatelja i glazbu između Bliskih susreta i Ratova zvijezda. Za nagradu su nominirani i film, Richard Dreyfuss, Melinda Dillon te vizualni efekti. Film je nominiran i za četiri Zlatna globusa: najbolji film, redatelj, glazba i scenarij.
Kada je 1990. upitan koji bi jedini prizor izabrao kada bi morao sažeti svoju filmsku karijeru, Spielberg je izabrao prizor u kojem Barry otvara vrata svoje kuće kako bi vidio žarki narančasti snop svjetlosti NLO-a. "[Barry] je jako malen, a vrata su jako, jako velika, a postoji velika mogućnost za opasnost izvan tih vrata." 2007. Bliski susreti treće vrste su proglašeni "kulturno, povijesno ili estetski značajnima" te uključeni u američki Državni filmski registar.
Američki filmski institut priznao je film u nekoliko kategorija:
- 100 godina AFI-ja... 100 filmova - 64. mjesto.
- 100 godina AFI-ja... 100 uzbuđenja - 31. mjesto.
- 100 godina AFI-ja... 100 pesama - Nominiran
- 100 godina AFI-ja... 100 inspiracija - 58. mjesto.

## Vanjske poveznice
- CE3KONLINE
- Close Encounters of the Third Kind na Box Office Mojo
- Close Encounters of the Third Kind na Rotten Tomatoes
- Close Encounters of the Third Kind na Filmsite.org